# Jack Harrison
Jack Harrison (Stoke-on-Trent, 20 novembre 1996) è un calciatore inglese, centrocampista e ala dell'Everton, in prestito dal Leeds Utd.

## Carriera

### Club
Calcisticamente cresciuto nel settore giovanile del Manchester United, nel 2010 lascia l'Inghilterra per andare a vivere negli Stati Uniti.
A fine 2015 viene ingaggiato dal New York City, con cui fa il suo debutto ufficiale il 21 maggio 2016 nella sconfitta per 0-7 contro i rivali cittadini dei New York Red Bulls; segna il suo primo gol alla seconda presenza, nella sconfitta per 2-3 contro il Real Salt Lake. A fine stagione viene nominato Rookie of the Year, ovvero miglior esordiente del campionato statunitense.
Nel 2017 ritorna in Inghilterra per giocare in prestito al Middlesbrough, club con il quale disputa solo quattro partite.
Nel 2018 viene acquistato dal Leeds United.

### Nazionale
Nel 2017 ha giocato 2 partite con la nazionale inglese Under-21.

## Statistiche
Aggiornate al 2 gennaio 2025
| Stagione             | Squadra              | Campionato           | Campionato | Campionato | Coppe nazionali | Coppe nazionali | Coppe nazionali | Coppe continentali | Coppe continentali | Coppe continentali | Altre coppe | Altre coppe | Altre coppe | Totale | Totale |
| Stagione             | Squadra              | Comp                 | Pres       | Reti       | Comp            | Pres            | Reti            | Comp               | Pres               | Reti               | Comp        | Pres        | Reti        | Pres   | Reti   |
| -------------------- | -------------------- | -------------------- | ---------- | ---------- | --------------- | --------------- | --------------- | ------------------ | ------------------ | ------------------ | ----------- | ----------- | ----------- | ------ | ------ |
| 2015-2016            | New York City        | MLS                  | 21         | 4          | USOC            | 0               | 0               | -                  | -                  | -                  | PO          | 2           | 0           | 23     | 4      |
| 2016-2017            | New York City        | MLS                  | 34         | 10         | USOC            | 1               | 0               | -                  | -                  | -                  | PO          | 2           | 0           | 37     | 10     |
| Totale New York City | Totale New York City | Totale New York City | 55         | 14         |                 | 1               | 0               |                    | 0                  | 0                  |             | 4           | 0           | 60     | 14     |
| 2017-2018            | Middlesbrough        | FLC                  | 4          | 0          | FACup+CdL       | 0+0             | 0+0             | -                  | -                  | -                  | -           | -           | -           | 4      | 0      |
| 2018-2019            | Leeds United         | FLC                  | 37         | 4          | FACup+CdL       | 1+2             | 0+0             | -                  | -                  | -                  | PO          | 2           | 0           | 42     | 4      |
| 2019-2020            | Leeds United         | FLC                  | 46         | 6          | FACup+CdL       | 0+2             | 0+0             | -                  | -                  | -                  | -           | -           | -           | 48     | 6      |
| 2020-2021            | Leeds United         | PL                   | 36         | 8          | FACup+CdL       | 1+0             | 0+0             | -                  | -                  | -                  | -           | -           | -           | 37     | 8      |
| 2021-2022            | Leeds United         | PL                   | 35         | 8          | FACup+CdL       | 1+2             | 0+2             | -                  | -                  | -                  | -           | -           | -           | 38     | 10     |
| 2022-2023            | Leeds United         | PL                   | 36         | 5          | FACup+CdL       | 3+1             | 1+0             | -                  | -                  | -                  | -           | -           | -           | 40     | 6      |
| Totale Leeds United  | Totale Leeds United  | Totale Leeds United  | 190        | 31         |                 | 13              | 3               |                    | 0                  | 0                  |             | 2           | 0           | 205    | 34     |
| 2023-2024            | Everton              | PL                   | 29         | 3          | FACup+CdL       | 3+3             | 1+0             | -                  | -                  | -                  | -           | -           | -           | 35     | 4      |
| 2024-2025            | Everton              | PL                   | 17         | 0          | FACup+CdL       | 0+2             | 0+0             | -                  | -                  | -                  | -           | -           | -           | 19     | 0      |
| Totale Everton       | Totale Everton       | Totale Everton       | 46         | 3          |                 | 8               | 1               |                    | -                  | -                  |             | -           | -           | 54     | 4      |
| Totale carriera      | Totale carriera      | Totale carriera      | 295        | 48         |                 | 22              | 4               |                    | 0                  | 0                  |             | 6           | 0           | 323    | 52     |

## Palmarès
- Football League Championship: 1

Leeds United: 2019-2020